# توريكسوريو
توريكسوريو بلدية في ولاية ماتو جروسو في المنطقة الوسطى الغربية من البرازيل.